# Victorious (trilha sonora)
Victorious (Music From the Hit TV Show) é título da trilha sonora original da série do Nickelodeon de mesmo nome, lançada no dia 2 de agosto de 2011 pela Sony Music Entertainment. As canções do álbum são interpretadas em sua grande maioria por Victoria Justice, a protagonista da série, no entanto, há ainda participações de Ariana Grande, Avan Jogia, Elizabeth Gillies, Daniella Monet, Matt Bennett e Leon Thomas III nos vocais.
Foram lançados 6 singles para promover o álbum, dos quais três conseguiram figurar alguma posição na Billboard Hot 100, e um conseguiu aparecer em um outro chart. O 1º single do álbum, "Make It Shine", alcançou a posição #16 na Billboard Bubbling Under Hot 100 Singles, e o 2º, "Freak the Freak Out", alcançou a posição #50 na Billboard Hot 100. O álbum debutou na posição #5 na parada norte americana Billboard, vendendo aproximadamente 42 mil cópias em sua semana de lançamento  tendo um excelente desempenho para uma trilha sonora, e ficando com o segundo lugar em debuts de álbuns vindos da Nickelodeon, ficando só atrás de Big Time Rush que vendeu mais de 60 mil cópias em sua primeira semana.

## Antecedentes

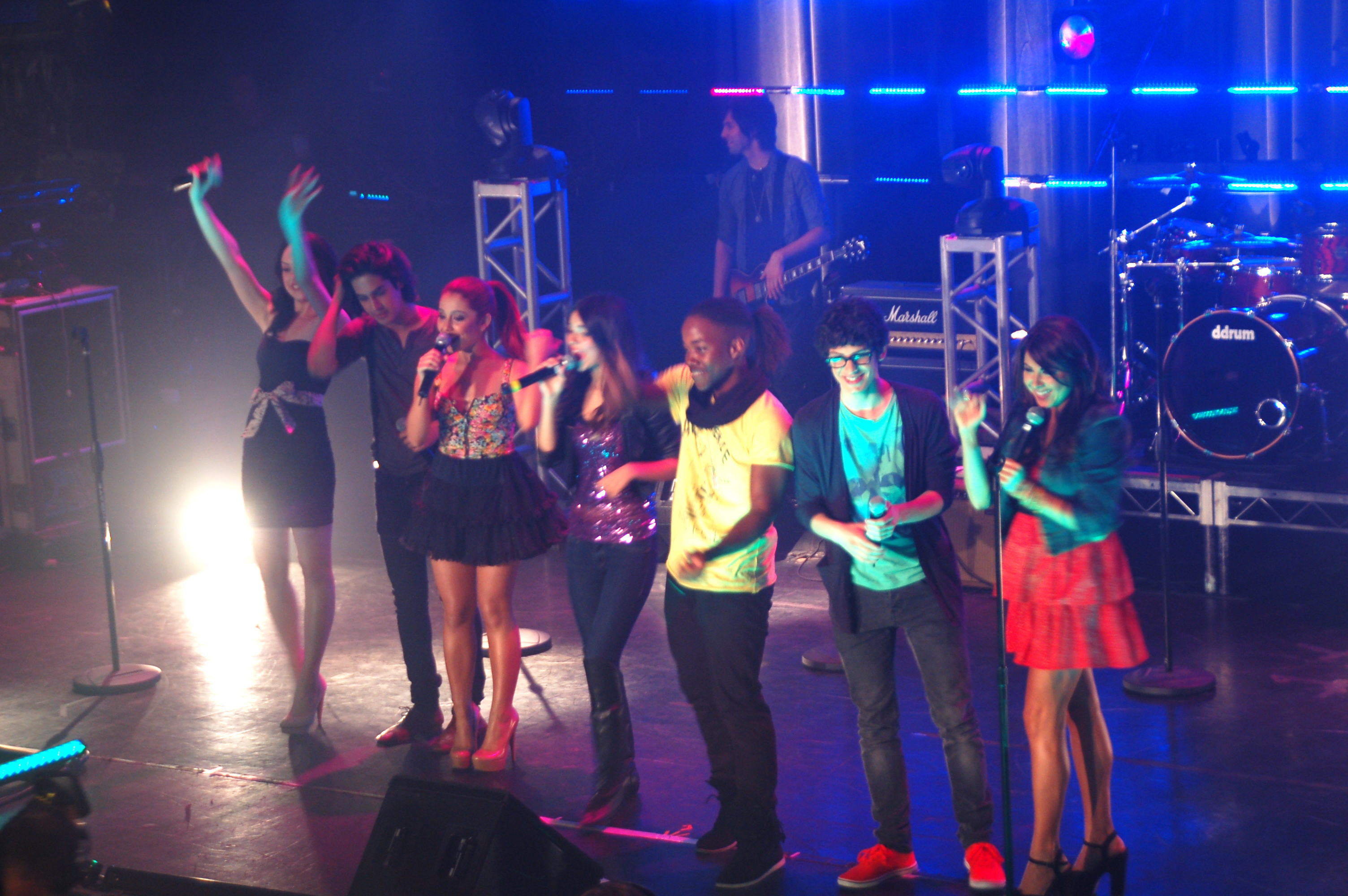
Elenco da série durante primeiro show realizado para promover o álbum.

Victorious estreou no dia 27 de março de 2010 no Nickelodeon, logo após o Kids Choice Awards de 2010. A inclinação da série para o gênero musical fez com que logo começassem a ser produzidas canções para o show. No mesmo mês do lançamento da série, foi lançado o primeiro single do projeto: A canção-tema "Make It Shine", cuja performance era vista na abertura do show. Desde então, outros canções vem sendo lançadas através da série e incentivado seu lado musical. No dia 19 de abril de 2011, foi anunciado que uma trilha sonora da série estaria sendo produzida pela Columbia e Nickelodeon Records, e que esta seria lançada no dia 12 de julho de 2011. No entanto, a informação foi descreditada no momento em que o álbum entrou na pré-venda nos Estados Unidos, e foi confirmado que o lançamento oficial do álbum seria feito no dia 2 de agosto do mesmo ano.

## Recepção da crítica
| Críticas profissionais | Críticas profissionais |
| Avaliações da crítica  | Avaliações da crítica  |
| Fonte                  | Avaliação              |
| ---------------------- | ---------------------- |
| Allmusic               | 3 de 5 estrelas.       |

William Ruhlmann, do Allmusic, declarou que "os temas líricos [do álbum] tendem para o romance leve, feliz e triste, e para afirmações de auto-estima, como em "Song 2 You", que sugere que é possível ser feliz mesmo sem roupas de grife". Ele também declarou: "claro, o que realmente importa é como Justice e seus companheiros de elenco se parecem, e não como soam." Por fim, Ruhlmann deu 3 de 5 estrelas ao álbum, e recomendou as faixas "Make It Shine", "Freak the Freak Out" e "Finally Falling".

## Alinhamento de faixas
Créditos e alinhamento de faixas retirados do encarte do álbum.
| Edição padrão |                            |                                                                |                                                               |         |  |
| N.º           | Título                     | Compositor(es)                                                 | Performada por                                                | Duração |  |
| 1.            | "Make It Shine"            | Lukasz Gottwald, Michael Corcoran, Dan Schneider               | Victoria Justice                                              | 3:05    |  |
| 2.            | "Freak the Freak Out"      | Allan P Grigg, Michael Corcoran, Lindy Robbins & Dan Schneider | Victoria Justice                                              | 3:54    |  |
| 3.            | "Best Friend's Brother"    | Allan Grigg, Savan Kotecha, Victoria Justice                   | Victoria Justice                                              | 3:35    |  |
| 4.            | "Beggin' On Your Knees"    | Shellback, Savan Kotecha                                       | Victoria Justice                                              | 3:12    |  |
| 5.            | "All I Want Is Everything" | Toby Gad, Lindy Robbins                                        | Victoria Justice                                              | 3:02    |  |
| 6.            | "You're the Reason"        | Michael Corcoran, Chris Abraham, Dan Schneider                 | Victoria Justice                                              | 2:54    |  |
| 7.            | "Give It Up"               | Michael Corcoran, Chris Abraham, Dan Schneider                 | Elizabeth Gillies & Ariana Grande                             | 2:43    |  |
| 8.            | "I Want You Back"          | The Corporation                                                | Victorious Cast                                               | 2:58    |  |
| 9.            | "Song 2 You"               | Joshua Schwartz, Brian Kearulf, Leon Thomas III                | Leon Thomas III & Victoria Justice                            | 3:30    |  |
| 10.           | "Tell Me That You Love Me" | Michael Corcoran, Chris Abraham, Dan Schneider                 | Victoria Justice & Leon Thomas III                            | 2:39    |  |
| 11.           | "Finally Falling"          | Michael Corcoran, Chris Abraham, Drake Bell, Dan Schneider     | Victoria Justice                                              | 2:49    |  |
| 12.           | "Leave It All To Shine"    | Michael Corcoran, Dan Schneider, Lukasz Gottwald               | Miranda Cosgrove, Victoria Justice, Victorious & iCarly Casts | 2:11    |  |

| Faixas bônus do iTunes |                |                |                |         |  |
| N.º                    | Título         | Compositor(es) | Performada por | Duração |  |
| 13.                    | "Broken Glass" | Dan Schneider  | Matt Bennett   | 2:23    |  |

| Faixas bônus da Ásia |                                        |                                                 |                               |         |  |
| N.º                  | Título                                 | Compositor(es)                                  | Performada por                | Duração |  |
| 14.                  | "Favorite Foods"                       | Dan Schneider                                   | Victorious Cast               | 1:54    |  |
| 15.                  | "Finally Falling"                      | Joshua Schwartz, Brian Kerulf & Leon Thomas III | Victoria Justice & Avan Jogia | 3:01    |  |
| 16.                  | "You're the Reason (Acoustic Version)" | Michael Corcoran, Chris Abraham & Dan Schneider | Victoria Justice              | 3:02    |  |

## Histórico de lançamento
| País           | Data(s)             | Gravadora(s)             | Formato(s) |
| Estados Unidos | 2 de Agosto de 2011 | Sony Music Entertainment | CD         |
| -------------- | ------------------- | ------------------------ | ---------- |

## Paradas musicais
| Parada (2011)                  | Melhor posição |
| ------------------------------ | -------------- |
| Estados Unidos - Billboard 200 | 5              |